# 尾生
尾生是《莊子·盗跖》一章记载的盜跖与孔子的对话中所提到的一个人物。盜跖说尾生在桥下等一个女子，结果女子没来，河水却暴涨，尾生不肯失信離開，於是淹死。書中庄子藉由盜跖的說法，认为尾生與被剁碎的狗、漂流水面的豬屍、拿著碗討飯的乞丐一樣毫無價值，因為尾生憂慮失去名聲，輕視死亡，不顧念身體與壽命。
司馬遷讚尾生守信，有「信如尾生」之说。《二程全书》也用这个典故以为守信：「好恶失其宜，是非乱其真，虽有尾生之信，曾子之孝，吾弗贵也」。
後人把尾生視為愛情堅貞的象徵，又傳尾生溺死之處為陝西的藍橋。